# Richard Pražák

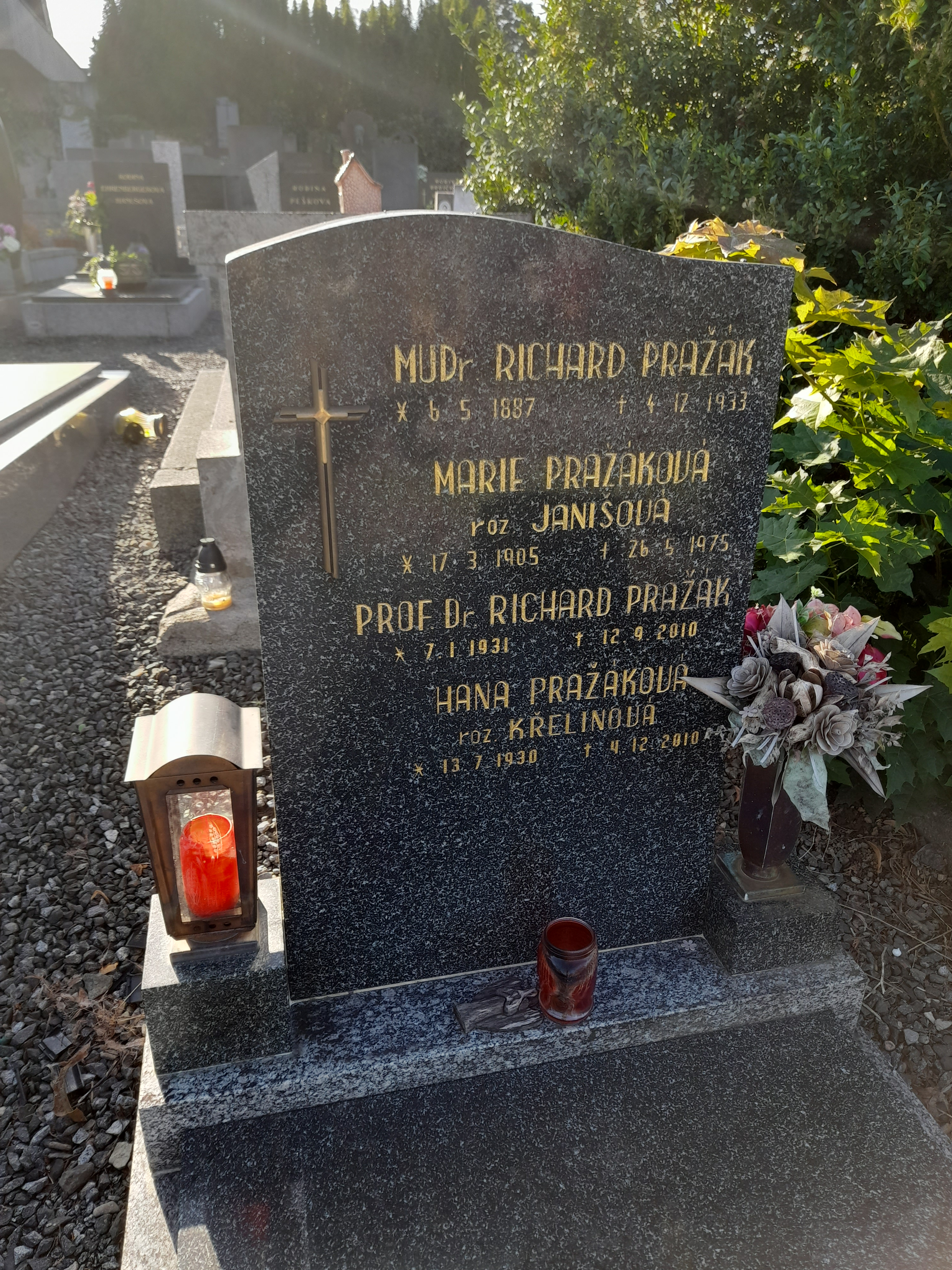
Hrob ve Skutči

Richard Pražák (7. ledna 1931 Jihlava — 12. září 2010 Brno) byl český historik a hungarista, vysokoškolský pedagog na Filozofické fakultě Masarykovy univerzity v Brně.

## Biografie
Narodil se dne 7. ledna 1931 v Jihlavě. Maturoval v roce 1950 na gymnáziu v pražské Libni. V roce 1955 se stal promovaným filologem na oborech čeština a maďarština na Filozofické fakultě Univerzity Karlovy v Praze. Následně absolvoval interní vědeckou aspiranturu v oboru dějiny maďarské kultury na brněnské univerzitě u prof. Josefa Macůrka, roku 1961 získal titul CSc. Od roku 1968 byl vedoucím kabinetu balkanistiky a hungaristiky na FF MU.
V letech 1994 až 1998 působil jako první velvyslanec České republiky v Maďarsku.
V roce 1996 mu byl udělen čestný titul dr. h. c. na Univerzitě v Miskolci. V témže roce získal Lotzovu medaili (nejvyšší vědecké ocenění v hungaristice) na IV. světovém hungaristickém kongresu v Římě. O dva roky později byl dále vyznamenán řádem Maďarské republiky.
Zemřel 12. září 2010 v Brně. Byl ženatý se spisovatelkou Hanou Pražákovou, která zemřela v prosinci téhož roku. Vychovali spolu dvě dcery.
Dcera PhDr. Markéta Hejkalová (roz. Pražáková) je známou VŠ pedagožkou, uznávanou překladatelkou finské literatury. Žije trvale v Havlíčkově Brodě, kde společně s manželem provozuje nakladatelství Hejkal.

## Díla
- Maďarská reformovaná inteligence v českém obrození – Praha, 1962
- Josef Dobrovský als Hungarist und Finno-Ugrist – Brno, 1967
- Slovenské dějiny v období feudalismu (od počátku do r. 1848) – Praha, 1974
- Cseh-magyar párhuzamok. Tanulmányok a 18-19.századi művelődéstörténeti kapcsolatokról – Budapest, 1991 – ISBN 963-282-641-8
- Dějiny Maďarska – Brno, 1993 – ISBN 80-210-0699-4
- Lajos Kossuth – Brno, 1994 – ISBN 80-210-0927-6
- Česko-maďarské kulturní vztahy od osvícenství do roku 1848 – Brno, 1994 – ISBN 80-210-0882-2
- Kossuth Lajos. A magyar forradalom és szabadságharc cseh tükörben – Budapešť, 1998 – ISBN 963-85870-2-4
- Životopis a přehled pracovních výsledků – Brno, 2000 – ISBN 80-210-2468-2
- Ferenc Kazinczy a Brno – Brno, 2000 – ISBN 80-210-2366-X
- Cseh-magyar történelmi kapcsolatok – Budapest, 2001 – ISBN 963-00-2949-9
- Széchényi Ferenc és Csehország – Budapest, 2003 – ISBN 963-200-464-7
- Maďarsko (Stručná historie států) – Libri, Praha, 2005 – ISBN 80-7277-269-4
- Dějiny Uher a Maďarska v datech – Praha, 2010 – ISBN 978-80-7277-391-6
- Má maďarská cesta. Česko-maďarský kontext středoevropských kulturních dějin – Brno, 2014 – ISBN 978-80-210-6797-4
- Josef Dobrovský jako hungarista a ugrofinista. Brno 2019. ISBN 978-80-210-9266-2.